# Безславні
«Безславні» (англ. Infamous) — скандально відомий американський кримінальний фільм режисера Джошуа Колдвелла, що виступив також сценаристом картини. Ролі у фільмі зіграли Белла Торн, Джейк Менлі, Ембер Райлі, Майкл Сіров та Маріса Кофлан. Трилер висвітлює історію двох молодих закоханих, які публікують скоєні пограбування в соціальних мережах, внаслідок чого здобувають славу та підписників.
Фільм вийшов у прокат 12 червня 2020 року у видавництві Vertical Entertainment й отримав негативні відгуки критиків. Винятком стала поява Белли Торн, яка була сприйнята досить позитивно та до того ж визнана найяскравішим елементом стрічки.

## Сюжет
Аріель живе у Флориді зі своєю мамою Джанет. У Джанет є хлопець, на ім'я Боббі — дорослий нероба. Сама Аріель любить соціальні мережі, але у неї мало підписників. Одного вечора дівчина йде на вечірку, де вступає в бійку, яку згодом опубліковують у соцмережах. Аріель відразу набирає 147 нових підписників.
Дін Тейлор зовсім нещодавно приїхав у місто й живе зі своїм батьком. Аріель знайомиться з ним, коли він лагодить машину. Вони проводять час разом на вечірці, де Дін повідомляє, що відсидів термін у в'язниці за збройне пограбування, а за правилами умовно-дострокового звільнення він зобов'язаний жити з батьком-п'яницею. Аріель розповідає Діну про свою мрію поїхати з Флориди та підкорити Голлівуд, ставши знаменитою.
Одного разу Аріель помічає, що всі її заощаджені гроші зникли. Вона звинувачує Боббі в крадіжці та вступає з ним у сутичку. Після конфлікту Аріель поспішає до будинку Діна, де застає жахливу сцену. Під час бійки Дін штовхає свого батька зі сходів, який отримує несумісну з життям травму голови. Аріель та Дін одразу ж вирішують виїхати з міста, але, розуміючи, що у них немає грошей, вони вирішують пограбувати заправну станцію, погрожуючи працівникам пістолетом. Водночас Аріель веде пряму трансляцію пограбування, про яку Дін і не здогадується.
Аріель помічає, що на її сторінку в соціальних мережах підисалося три тисячі користувачів. Дін розлючується, коли дізнається, що Аріель транслювала їхні злочини в прямому ефірі, але дівчина виправдовується тим, що користувалася програмою для блокування IP-адреси й не показувала обличчя. Вона запевняє, що це неодмінно принесе їм бажану славу та гроші. Аріель здійснює наступне пограбування, пряму трансляцію якого веде вже Дін.
З кожним злочином кількість підписників росте та в результаті зупиняється на позначці понад три мільйони підписників. Зрештою, поліція ідентифікує Діна та Аріель, зупинивши їх авто на узбіччі. Збентежена та налякана дівчина вбиває офіцера.
Аріель та Дін на деякий час вирішують сховатися. У результаті Аріель втрачає своїх підписників. Згодом герої вступають у суперечку. Попри те, що в пари вже є достатньо грошей, Аріель вирішує не зупинятися на досягнутому. Але під час чергового пограбування дівчина випадково вбиває клієнта та отримує вогнепальне поранення в плече.
Дін засмучений тим, що поліція викрила їх. Розпочинається переслідування втікачів та перестрілка. Відірвавшись від поліції, Дін витягає кулю з плеча Аріель. Та дівчина, попри біль, фотографує свої рани для підписників, знову видавши товариша. Чергову сварку героїв перериває жінка, на ім'я Ель, яка проїжджала повз. Ель допомагає парі зі сховком та повідомляє, як люди ними захоплюються. Проте Дін від цього не в захваті.
Наступного дня, завдяки Ель, Дін та Аріель відриваються від поліції та зупиняються в будинку Кайла, знайомого Діна. Команда Кайла планує пограбувати банк, проте їм не завадила б додаткова поміч. На відміну від Аріель, Дін не погоджується. Він хоче поїхати до Мексики, але Аріель, осліплена славою, стоїть на своєму. Дін змушує Аріель пообіцяти, що після цього пограбування вона поїде з ним.
Процес пограбування Аріель транслює своїм п'яти мільйонам підписникам. Згодом прибуває поліція. Кайл та його команда потрапляють у перестрілку з Аріель та Діном, під час якої обидва товариші гинуть. Поліція заарештовує Аріель та виводить назовні. Там дівчину чекають сотні шанувальників із вивісками та підбадьорюють свою покровительку, даруючи славу, якої вона завжди так хотіла.

## У ролях
- Белла Торн — Аріель Саммерс
- Джейк Менлі — Дін Тейлор
- Ембер Райлі — Ель
- Майкл Сіров — Кайл
- Маріса Кафлан — Дженет

## Виробництво
У лютому 2019 року було оголошено, що Белла Торн приєдналася до акторського складу фільму. Спершу стрічку назвали «Саутленд» (англ. Southland), автором сценарію якої став Джошуа Колдвелл. Після написання сценарію, назву фільму змінили на «Безславні». У травні 2019 року до складу фільму приєднався Джейк Менлі. У липні 2019 року Ембер Райлі та Майкл Сіров також були оголошені представниками акторського складу фільму.
Основна зйомка розпочалася в липні 2019 року в Гатрі, Оклахомі та менших містах штату.

## Прем'єра
У травні 2020 року компанія «Vertical Entertainment» придбала права на розповсюдження фільму. Він був випущений на замовлення та лише в певній кількості кінотеатрів США 12 червня 2020 року.

## Відгуки

### Касовий збір (США)
Протягом першого тижня фільм «Безславні» зібрав 160 371 долар США з 58 кінотеатрів, посівши друге місце серед фільмів у прокаті. Наступних вихідних касовий збір стрічки становив 94 984 долари США з 37 кінотеатрів (менше на 41%).

### Оцінка критиків
На вебсайті агрегатора рецензій Rotten Tomatoes фільм отримав 21% позитивних відгуків із середнім рейтингом 4,48/10. Консенсус критиків сайту стверджує: «Безславні» намагається висунути звинувачення проти сучасної молоді, але примудряється лише запропонувати аудиторії малоцікаву історію». Згідно з Metacritic, фільм має середню оцінку 40 із 100, на основі відгуків шести критиків.
Моллі Фрімен із «Screen Rant» пише, що фільм є «захоплюючим кримінальним трилером і яскраво демонструє те, що у найбільш екстримальних випадках людина здатна зробити все задля слави. Фільм Колдвелла, завдяки його режисерському погляду та роботі кінематографіста Єви Коєн, вартий перегляду, адже зображує стилізовану й гіперреальну версію світу, яка співіснує із жорстокою будденістю». Джо Лейден із Variety називає героїв фільму «новими Бонні і Клайдом епохи соціальних мереж» і пише: «Завжди можна аргументувати те, що присутність в акторському складі улюблених акторів зовсім не обов'язкова, щоб драма захоплювала або просвітлювала. Але стрічка «Безславні» рухається занадто далеко в протилежному напрямку. Дін та особливо Аріель здаються такими невиправдано психотичними ще до того, як збільшується кількість скоєних ними вбивств, тому глядачі навпаки чекають з нетерпінням, аби героїв спіймали або вбили».
Пишучи для «RogerEbert.com», Нік Аллен дав фільму 2/4 зірки і похвалив Беллу Торн за її «класично добре відіграну роль на рівні з Сандрою Буллок, але зі своєю власною родзинкою… Торн домінує в численних сценах, у яких її персонаж кидається з холодної води в гарячу, то нестримно жадаючи популярності та впливу в соцмережах, то вважаючи себе селфі супер-зіркою з пістолетом у руках». Однак Аллен розкритикував виступ Джейка Менлі. Експерт зауважує: «Клайд Джека Менлі — повний провал порівняно з Бонні Белли Торн».